# Poecilopsetta normani
Poecilopsetta normani är en fiskart som beskrevs av Foroshchuk och Fedorov 1992. Poecilopsetta normani ingår i släktet Poecilopsetta och familjen flundrefiskar. Inga underarter finns listade i Catalogue of Life.